# Qatar Masters Open
Il Qatar Masters Open è un torneo di scacchi organizzato dalla Qatar Chess Association a Doha, in Qatar.

## Qatar Masters 2014
La sua prima edizione si è svolta tra il 25 novembre e il 5 dicembre 2014. La partecipazione all'evento era riservata a giocatori con un Elo FIDE minimo di 2 300.
Il montepremi superava l'equivalente di 100 000 dollari, dei quali 25 000 al vincitore.
Erano anche previsti premi per la migliore giocatrice e per il miglior giocatore arabo (5 000 e 3 500 dollari rispettivamente)
La cadenza di gioco prevista fu di 90 minuti per le prime 40 mosse poi 30 minuti per il resto della partita, con un incremento di 30 secondi a mossa a partire dalla prima. In caso di arrivi a pari punti erano previsti mini-match di 2 partite alla cadenza blitz di 5 minuti più 3 secondi a mossa.
Il numero complessivo dei partecipanti fu di 154, di cui 92 grandi maestri.
Il cinese Yu Yangyi, allora ventenne e ancora nella lista juniores della FIDE, vinse con 7,5 punti su 9 davanti all'olandese Anish Giri e al russo Vladimir Kramnik, entrambi a 7, mentre chiudendo a 5,5 la georgiana Bela Khotenashvili vinse il premio come migliore giocatrice.

## Qatar Masters 2015
La seconda edizione si svolse dal 20 al 29 dicembre 2015. Il montepremi fu portato a 130.000 dollari, dei quali 27.000 al vincitore. Furono anche introdotti nuovi premi per le migliori giocatrici (5 premi tra 500 e 8000 dollari), per i migliori giocatori arabi (3 premi tra 1000 e 2500 dollari) e per in due migliori giocatori juniores.
Il numero totale dei partecipanti fu di 132, dei quali 77 Grandi Maestri.
Con il punteggio di 7 su 9 Magnus Carlsen e Yu Yangyi chiusero davanti a Vladimir Kramnik, i russi Sergej Karjakin, Sanan Sjugirov, il cinese Ni Hua e l'ucraino Vasyl' Ivančuk. Il successivo playoff blitz tra i primi due, vide prevalere il norvegese Campione del Mondo in carica per 2 a 0. La migliore giocatrice fu la cinese Hou Yifan.
Questa seconda edizione fu nominata dall'Association of Chess Professionals come migliore evento Open del 2015 a pari merito con il Tradewise Gibraltar Chess Festival.

## Qatar Masters 2023
Tornata dopo otto anni, la terza edizione si è svolta dall'11 al 20 ottobre del 2023, con un torneo di 9 turni alla cadenza di 90 minuti per le prime 40 mosse, 30 minuti per il prosieguo della partita e 30 secondi di incremento da mossa 1. Il montepremi era di 108 250 dollari statunitensi, dei quali 25 000 al vincitore del torneo. Gli iscritti al torneo principale erano 158, dei quali 8 giocatori con elo superiore a 2700 e 14 tra i primi 100 della Classifica mondiale FIDE, per un totale di 58 grandi maestri. Erano previsti premi per la migliore giocatrice e il migliore giocatore under 20 (rispettivamente 5 000 e 2 000 dollari). Il torneo è stato vinto dall'uzbeko Nodirbek Yakubboev che allo spareggio ha avuto la meglio sul connazionale Nodirbek Abdusattorov. Entrambi avevano concluso il torneo a 7 punti su 9.

## Albo d'oro
| # | Anno | Vincitore          | Punti |
| - | ---- | ------------------ | ----- |
| 1 | 2014 | Yu Yangyi          | 7,5   |
| 2 | 2015 | Magnus Carlsen     | 7     |
| 3 | 2023 | Nodirbek Yakubboev | 7     |
| 4 | 2024 | Andrey Esipenko    | 7,5   |